# Laura o les ombres de l'estiu
 Laura o les ombres de l'estiu (títol original:  Laura, les ombres de l'été) és una pel·lícula dramàtica de contingut eròtic estrenada el 1979, dirigida per David Hamilton. Ha estat doblada al català.

## Argument
Paul Thomas Wyler (James Mitchell), escultor, retroba Sara Moore (Maud Adams), un antic gran amor que no ha vist des de fa molt de temps. Ell ràpidament queda atret per la filla d'aquesta, Laura (Dawn Dunlap), 15 anys, que s'assembla a la seva mare a l'època en què era amb ella. Aquesta atracció és visiblement recíproca, però Sara, gelosa, impedeix tot contacte entre ells. Li permet just fer una escultura de Laura, però només a partir de fotos. Naixerà llavors una història passional entre Laura i Paul.

## Repartiment
- Maud Adams: Sara Moore
- Dawn Dunlap: Laura Moore
- James Mitchell: Paul Thomas Wyler
- Pierre Londiche: Richard
- Thierry Redler: Costa
- Louise Vincent: la directora
- Bill Millie: el mestre de ballet
- Maureen Kerwin: Martine Royer
- Katia Kofet: Claudie
- Louise Vincent: Madame Flory
- Luciano: Timotez Sega
- Bernard Daillencourt: Doctor Benoît
- Gunilla Astrom: Diane